# Cemal Gürsel
Cemal Gürsel (1895, Hınıs, Erzurum - 1966, Ankara) var ser un militar i polític turc, que va ocupar el càrrec de President de la república turca del 27 de maig de 1960 al 28 de març de 1966.